# Катериновка (Синельниковский район)
Катериновка (укр. Катеринівка) — село Покровской поселковой общины Днепропетровской области Украины.
Код КОАТУУ — 1224286101. Население по переписи 2001 года составляло 1317 человек .
Является административным центром Катериновского сельского совета, в который, кроме того, входят сёла Заречное и Дрозды.

## Географическое положение
Село Катериновка находится на левом берегу реки Волчья,
выше по течению на расстоянии в 4 км расположено село Старокасьяновское,
ниже по течению на расстоянии в 2 км расположено село Заречное,
на противоположном берегу — село Левадное.

## История
В 1776 году коллежский асесор Дебальцев получил 12 000 десятин земли на берегу реки Волча. На этом месте существовал во времена Новой Сечи казацкий зимовник. По данным общей переписи населения в 1782 году в основанном владельцем селе Катериновке и названном в честь супруги проживало 152 мужчины и 62 женщины. Значительное число мужчин бесспорно свидетельствует о запорожских истоках поселения.
Накануне ликвидации крепостного права в Екатериновке, она же Аул, в 108 дворах проживало 733 жителя, действовал племзавод, проходили две ярмарки. В 191 году в деревне было 240 дворов (670 жителей), действовали две школы, два магазина, паровая мельница, ярмарка.
Каменная Ильинская церковь построена в 1833 году.

## Экономика
- ООО «Славутич».

## Объекты социальной сферы
- Школа.
- Дом культуры.